# Falacia genética

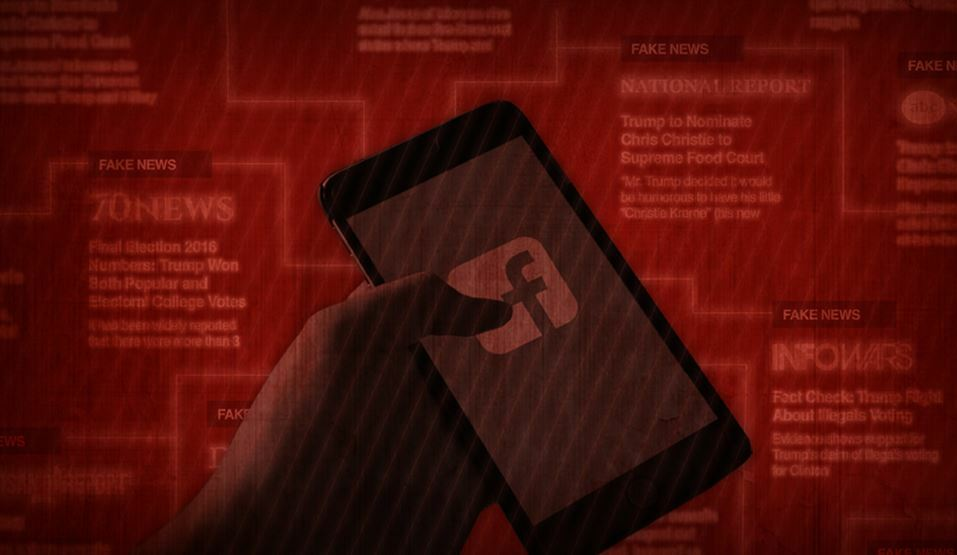
Gráfico en sitios web de noticias falsas realizado por VOA News

La falacia genética es un tipo de falacia lógica que consiste en inferir la falsedad de una determinada idea o tesis basándose en el origen de esta, o, alternativamente, emitir un juicio de valor (ya sea positivo o negativo) al respecto basándose en dicho origen.
Se da cuando alguien intenta reducir el prestigio de una idea, una práctica o una institución simplemente teniendo en cuenta su origen (génesis) o su estado anterior. Esto se hace pasando por alto cualquier diferencia que se encuentre con respecto a la situación actual, generalmente transfiriendo la estima positiva o negativa del estado anterior.
También falla a la hora de determinar las ideas por sus méritos. El primer criterio para una buena discusión es que las premisas deben relacionarse con la verdad o falsedad de la materia en cuestión. Dado que el origen de algo no necesariamente refleja sus méritos, una discusión que utiliza tal premisa para poner en cuestión la bondad o no de lo que se debate ha de considerarse defectuosa.
En términos de categorización la falacia genética es una falacia de irrelevancia.
Según el Oxford Companion to Philosophy el término se originó en el libro Logic and Scientific Method de Morris Cohen y Ernest Nagel.

## Ejemplos
- "El interés por lo oculto fue lo que llevó a Isaac Newton a formular la ley de la gravitación universal. Por tanto, inferimos que todo aquel que crea en la gravedad será un seguidor del ocultismo o el esoterismo".

La inferencia es falaz porque incluso aunque la ley de la gravitación universal hubiera sido descubierta con base en un interés que pudiera ser calificado de 'ocultista', ello no legitima la inferencia de que la creencia en dicha ley científica implique un afán por el ocultismo, ni menos que dicha ley sea falsa.
- "La creencia en Dios se originó históricamente por el miedo a la muerte y para explicar aquello que todavía no conocían. Por tanto, inferimos que la creencia en la existencia de Dios es una creencia falsa".

La inferencia es falaz porque la verdad o falsedad de la proposición 'Dios existe' y la validez de los argumentos en su defensa es independiente de la forma en que el hombre llegó a ella.
- ”¿No irá a ponerse un anillo de bodas, verdad? ¿Es que no sabe que el anillo de bodas simbolizaba en un principio las cadenas del tobillo puestas a las mujeres para evitar que fueran lejos del marido? Nunca habría pensado que fuera a dar pie a una práctica tan machista.”

La inferencia es falaz porque los supuestos orígenes sexistas del anillo de bodas no convierten a todo el que lo lleve en sexista.
- El Karate proviene de la práctica china del Kung Fú, luego el Kung Fú es mejor que el kárate. (lo contrario también sería falaz)